# Лазаревићи из Свилеуве
Лазаревићи, породица војводе Луке Лазаревића (1774—1852), и његовог стрица обор-кнеза таманавске кнежине шабачке нахије Ранка Лазаревића (око 1750—1800), пореклом из Бањана, из Велимља, односно Рудине код Никшића, били су у XVIII веку породично обор-кнезови и свештеници тамнавске и посавске кнежине шабачке нахије. Обор-кнез тамнавске кнежине шабачке нахије средином XVIII века Лазар био је син обор-кнеза Ранка Лазаревића и Теодора Лазаревића, оца војводе поп-Луке Лазаревића и капетана посавске кнежине Ђуке Лазаревића. Потомци војводе Луке Лазаревића и његовог стрица обор-кнеза таманавске кнежине шабачке нахије Ранка Лазаревића су посавско-тамнавски капетан Марко Р. Лазаревић, Лука И. Лазаревић, министар просвете, Миодраг Лазаревић краљевски посланик, пуковник Лука А. Лазаревић, пуковник Александар Л. Лазаревић, Драгомир Лазаревић, окружни начелник, као и породица Лазаревић Лозует де Бокор-Креки, а зетови Лазар Теодоровић, државни саветник, капућехаја у Цариграду, Марко Трифковић, председник министарског савета, председник Народне скупштине, министар правде и армијски генерал Данило Калафатовић.

## Порекло
Према предању у породици Лазаревићи су пореклом из Бањана, из Велимља, односно Рудине код Никшића, одакле су највероватније крајем XVII века или почетком XVIII века дошли у Србију. Обор-кнез тамнавске кнежине шабачке нахије Ранко имао је два сина, обор-кнеза тамнавске и посавске кнежине шабачке нахије Лазар Лазаревића, чији син је посавско-тамнавски капетан Марко Лазаревић, и Теодора Лазаревића чији синови су војвода поп-Лука Лазаревић и посавски капетан Ђука Лазаревић

## Обор-кнез тамнавске кнежине Лазар(средина XVIII века)
Обор-кнез тамнавске кнежине Лазар (средина XVIII века) родоначелник је Лазаревића.

## Старија грана

### Обор-кнез Ранко Лазаревић (око 1750—1800)
Обор-кнеза тамнавске и посавске кнежине шабачке нахије Ранка Лазаревића, из Свилеуве, тамнавска кнежина шабачке нахије убиле присталице јаничара 1800. у Шапцу (бег Новљанин). Кнез Ранко Лазаревић имао је са Стојом синове Марка, Димитрија и Дамјана и кћерке Деву, Марију и Марицу.

### Капетан Марко Р. Лазаревић
Посавско-тамнавски капетан Марко Р. Лазаревић, из Свилеуве, тамнавска кнежина шабачке нахије, син обор-кнеза Ранка Лазаревића, касније председник шабачког окружног суда, кога су убиле присталице кнеза Милоша катани 1844. Његов син је Светозар Лазаревић.

### Дамјан Р. Лазаревић
Син кнеза Ранка Лазаревића Дамјан Лазаревић имао је сина Ивана Лазаревића чија жена је била из породице Радуловић, као и сина Милана (види се у харачком тефтеру).

#### Иван Д. Лазаревић
Иван Лазаревић, син Дамјана Лазаревића и унук кнеза Ранка Лазаревића имао је са женом из породице Радуловић сина Луку.

#### Лука И. Лазаревић (министар) (1856—1936)
Лука Лазаревић (1856—1936) министар просвете у влади Србије 1902-1903. био је ожењен Живком Стефановић (1859—1931), кћерком Ђорђа и Насте Стефановић. Живка Лазаревић, рођ. Стефановић имала је два брата Владимира Стефановића и Светозара Стефановића који је са Милицом имао више деце.
Лука Лазаревић и Живка Лазаревић, рођ. Стефановић имали су сина Миодрага и Милана, као и кћерке Дивну и Звезданку.

#### Миодраг Л. Лазаревић (краљ. посланик) (1889—1974)
Миодраг Лазаревић (1889—1974) правник, краљевски посланик (амбасадор) у Чехословачкој имао је са др Винком Лазаревић, рођ. Крстуловић (1898—1981) пореклом са Брача, педијатром, сина Мирка (1928—1993) и кћерку Јасну (Марију) (1933—2008). 
- Јасна Лазаревић (1933—2008) удата је у Тексасу (USA). Има кћерку Кристину Берг и сина Ерика Берга.

#### Мирко М. Лазаревић (1928—1993)
Мирко Лазаревић (1928—1993), син Миодрага Лазаревића, правник има са Кристином Лозует де Бокор - Креки (Lozouet de Beaucorps - Crequy) пореклом од Жофроа де Бокора (око 1350), рођеном 1941. два сина, Ивана (рођ. 1966) и Петра (рођ. 1968).

#### Лазаревић - Лозует де Бокор-Креки
Мирко Лазаревић, син Миодрага Лазаревића, правник који је живео у емиграцији у Француској оженио се грофицом Кристином Лозует де Бокор -Креки, кћерком грофа Жофроа де Бокор-Креки (1908—1986) (Geoffroy de Beaucorps-Créquy). Пошто је гроф Жофроа де Бокор-Креки, отац Кристине Лазаревић, био последњи мушки наследник ове породице, према уобичајеним правилима, потомци најстарије, а у овом случају, и једине кћерке наслеђују породично име и имовину, прихвативши да свом презимену додају и мајчино презиме. Због тога, да би се сачувало историјско презиме, синови Мирка и Кристине Лазаревић носе презиме Лазаревић - Лозует де Бокор-Креки. У власништву породице, односно Кристине Лазаревић Лозует де Бокор-Креки, у Француској је замак Шамбоно.

#### Павловићи
Дивна Лазаревић (1887—1942), кћерка Луке Лазаревића имала је са Павловићем Душана и Споменку.
- Душан Павловић, био је управник патријаршијске библиотеке.
- Споменка Павловић била је сликар.

### Потомство Деве Теодоровић, рођ. Лазаревић
Обор-кнез Ранко Лазаревић имао је три сина и једну кћерку, Димитрија, Марка и Дамјана и Деву.

#### Теодоровићи
Дева Лазаревић била је удата за Лазара Теодоровића, писара код војводе поп Луке, касније члана државног савета и капућехаје (спец. посланик) у Цариграду, из Свилеуве, тамнавска кнежина шабачке нахије.

##### полковник Лазар Теодоровић, члан Савета
Лазар Теодоровић, државни саветник, капућехаја у Цариграду, писар код војводе Луке Лазаревића. Лазар Теодоровић био је родом исто из Свилеуве, син успешног трговца, школовао у Сремским Карловцима, пре 1804. Био је ожењен Јеленом (Девом) Лазаревић, кћерком обор-кнеза Ранка Лазаревића.

###### Арт. мајор Љубомир Милосављевић
Кћерка пуковника Лазара Теодоровића Живка била је удата за арт. мајор Љубомир Милосављевић (+1893). Имали су сина генерала Лазара Милосављевића и кћерку Милицу удату В. Јакшић.

###### Див. генерал Лазар Љ. Милосављевић (1884—1967)
Див. генерал Лазар Љ. Милосављевић (1884—1967) у генералштабној струци и коњици. Био је ожењен Анђом кћерком Божидара Занфта, лекара из Ниша.

###### Милица В. Јакшић (1867—1944)
Милица В. Јакшић (1867—1944) кћерка је Живке Теодоровић и мајора Љубомира Милосављевића о којем је лепе речи оставио у својим мемоарима војвода Живојин Мишић.

### Протојереј Павле Лазаревић
Протојереј Павле Лазаревић, из Свилеуве, рођак кнеза Ранка и војводе Луке Лазаревића, тамнавска кнежина шабачке нахије, убијен 1815.

## Млађа грана

### Теодор Лазаревић
Теодор (Тодор) Лазаревић имао је синове Луку и Ђуку.

### Војвода Лука Лазаревић (1774—1852)
Командант града Шапца (од 1807) и војвода тамнавске и посавске кнежине (од 1806) поп Лука Лазаревић, из Свилеуве, тамнавска кнежина шабачке нахије син Тодора Лазаревића и братанац обор-кнеза Ранка Лазаревића Његов рођени брат је посавско-тамнавски капетан Ђука Лазревић, из Свилеуве, тамнавска кнежина шабачке нахије.
Војвода Лука Лазаревић имао је из првог брака са Маријом Пејић, родом из Забрдице, ваљевска нахија, синове Михаила и Кузмана, а од друге жене Јадранке (из Јадра) Данојле Владимира, Александра и Константина. 
- Михаило Л. Лазаревић, школовао се у Великој школи и у Русији, био је руски поручник.
- Константин Л. Лазаревић, школовао се Великој школи и у Русији, умро млад.

### Поручник Михаило Л. Лазаревић (- 1828)
Школовао се код приватног учитеља Гаврила Живковића у Шапцу, потом у београдској Великој школи и у Русији. Био је руски официр. Погинуо је као руски поручник под Ибрајилом у Влашкој 1828. године.

### Кузман Л. Лазаревић
Кузман Лазаревић, син војводе Луке Лазаревића, шабачки трговац, био је ожењен Љубинком Добрњац (пре 1811-1895), кћерком млавског војводе Петра Добрњца. Имали су једног сина Константина.

### Александар Л. Лазаревић
Александар Лазаревић, син војводе Луке Лазаревића, члан Главне контроле био је ожењен Надом Лазаревић, рођ. Цинцар-Јанковић, кћерком војводе пожаревачке нахије Цинцар-Јанка Поповића. Имали су сина Луку и кћерке Данојлу и Јелену. Данојла је добила име по мајци Александра Лазаревића, другој жени војводе Луке Лазаревића, Јадранки Данојли.

#### Потпуковник Лука А. Лазаревић
Потпуковник Лука А. Лазаревић (1864—1912) био је ожењен са Љубицом Докић, кћерком др Лазара Докића, председника министарског савета, министра. Браћа Љубице Лазаревић, рођ. Докић су су армијски генерал Ђуро Л. Докић, министар, (Ужице 21. децембар 1873 - Београд, 17. јун 1946) и коњички бригадни генерал Иван Л. Докић (Београд, 5. март 1882 - Теслић, 8. август 1938).
Пуковник Лука А. Лазаревић и Љубица Лазаревић рођ. Докић имали су сина Александра и кћерку Наду. Син је добио име по Лукином оцу, а кћерка по мајци Нади Лазаревић, рођ. Цинцар-Јанковић.

#### Пуковник Александар Л. Лазаревић
Пуковник Александар Лазаревић, син пуковника Луке А. Лазаревића.

##### Костићи
Надежда Костић, рођ. Лазаревић, кћерка пуковника Луке А. Лазаревића била је удата за Милорада Костића, управника Официрске задруге, родом из Власотинца. Имали су троје деце, кћерку Љубинку (удату Вукаловић) и синове Добрицу и Бранислава. Љубинка је имала сина Драга, Добрица кћерку др Наду Костић, а Бранислав кћерке Веру и Катарину Костић.

#### Марковићи
Данојла Костић, рођ. Лазаревић, кћерка Александра Лазаревића и Наде Лазаревић, рођ. Цинцар-Јанковић, била је удата за Николу Марковића, смедеревског окружног начелника. Имали су кћерке Марију-Мару и Наду.
- Нада Марковић није се удавала.

##### Трифковићи
Марија Мара Марковић, кћерка Николе Марковића и Данојле Лазаревић била је удата за Марка Трифковића, председника министарског савета.

###### Марко Н. Трифковић (1864—1930)
Марко Трифковић, председник министарског савета, председник Народне скупштине, министар правде и др, члан Радикалне странке, имао је са Маријом Марковић, кћерком Николе Марковића и Данојле Лазаревић сина Јована и кћерку Љубицу.

###### Јован Трифковић
Јован М. Трифковић, син Марка Трифковића и Марије Трифковић, рођ. Костић био је правник.

###### Љубица Трифковић
Љубица Трифковић, кћерка Марка Трифковића и Марије Трифковић, рођ. Костић била је правник, адвокат.

#### Николајевићи
Јелена Николајевић, рођ. Лазаревић, кћерка Александра Лазаревића и Наде Лазаревић, рођ. Цинцар-Јанковић, била је удата за Јована Николајевића, судију пожаревачког суда. Имали су синове Јована и Момчила и кћерку Клеопатру. 
- Клеопатра, није се удавала.

##### Момчило Николајевић
Момчило Николајевић, син Јовна Николајевића и Јелене Лазаревић имао је сина.

### Владимир Л. Лазаревић (1822-1876, казначеј
Владимир Лазаревић (1822—1876), син војводе Луке Лазаревића, казначеј у Шапцу (умро 1876), школовао се у Русији. Имао је женом Милицом (рођ. 1827) сина Драгомира (1851—1911) и кћерку Милеву (рођ. 1854).

#### Драгомир В. Лазаревић (1851-1911, окружни начелник
Драгомир Лазаревић (1851—1911), окружни начелник био је ожењен Катарином Марић. Имали су два сина Луку и Светомира, као и четири кћерке Милицу, Јелену, Милеву и Љубицу.

#### Лука Д. Лазаревић
Лука Д. Лазаревић, апотекар имао је сина Драгомира.

##### Драгомир Л. Лазаревић
Драгомир Л. Лазаревић, син Луке Лазаревића имао је са Кристином сина инж. Луку Д. Лазаревића.

#### Светомир Д. Лазаревић
Светомир Д. Лазаревић имао је са Јеленом сина. Нема потомства.

#### Калафатовићи
Милица Калафатовић, рођ. Лазаревић, кћерка Драгомира Лазаревића, окружног начелника била је од 1909. удата за армијског генерала Данила Калафатовића.

##### Армијски генерал Данило Калафатовић (1875—1946)
Породица армијског генерала Данила Калафатовића (1875—1946), од 1909. ожењеног Милицом, кћерком Драгомира Лазаревића, окружног начелника. Имали су сина Ратомира-Ратка и кћерку Веру. Има потомства.

##### Поручник Ратомир Д. Калафатовић
Ратко Калафатовић, син армијског генерала Данила Калафатовића и Милице Лазаревић, био је официр војске Краљевине Југославије. Као питомац 57. класе Војне академије био је први у рангу.

#### Саватићи
Јелена Саватић, рођ. Лазаревић, кћерка Драгомира Лазаревића, окружног начелника била је удата за Радована Саватића, трговца из Шапца. Брат Радована Саватића коњички пуковник Петар Саватић, носилац Карађорђеве звезде, био је ожењен Јеленом Саватић, рођ. Машин, дворском дамом, кћерком јединицом генералштабног пуковника Александра Машина, водећег завереника из 1903. и Катарине Машин (нема потомства). Крсна слава Саватића је Свети Јован Крститељ. Радован Саватић био је познат у Београду и по томе што је учествовао у више аутомобилских трка.
Има потомства.

#### Ковачевићи
Милева Ковачевић, рођ. Лазаревић, кћерка Драгомира Лазаревића, окружног начелника била је удата за Божидара Ковачевића. Имали су два сина Константина и Владимира.
- Константин Ковачевић имао је синове Светомира и Луку и кћерку Емилију.
- Др Владимир Ковачевић, неуропсихијатар.

#### Борисављевићи
Љубица Борисављевић, рођ. Лазаревић, кћерка Драгомира Лазаревића, окружног начелника била је удата за Борисављевића. Имали су Петра, Слободана и Катарину.
- Петар Борисављевић, грађ. инж. је са Олгом имао Јелену.
- Слободан Борисављевић. Нема деце.
- Катарина Динић, рођ. Борисављевић је са др Миланом Динићем, хирургом, ортопедом имала сина инж. Владана Динића. Има потомства.

### Капетан Ђука Т. Лазаревић
Посавско-тамнавски капетан Ђука Лазревић, из Свилеуве, рођени је брат војводе Луке Лазаревића II.

## Породичне куће и имања
Породична двоспратна кућа министра Луке Лазаревића, унука кнеза Ранка Лазаревића, налази се на Косанчићевом венцу. У власништву је потомака који живе у Француској.
Породична кућа Александра Л. Лазаревића, сина војводе Луке Лазаревића, члана Главне контроле и Наде Лазаревић, рођ. Цинцар-Јанковић, налазила се у Ресавској улици, поред куће пашенога Александра Лазаревића пуковника Драгутина Жабарца и куће Пантелије Луњевице, окружног начелника, оца краљице Драге Обреновић и куће генерала Димитрија Цинцар-Марковића на углу Крунске и Ресавске улице.

## Сродство
Лазаревићи су били у сродству са Добрњцима, Цинцар-Јанковићима, а од страних породица старија грана се у Француској сјединила са породицом Лозует де Бокор - Креки (Lozouet de Beaucorps - Crequy) пореклом од Жофроа де Бокора (око 1350), тако што су Лазаревићи по женској линији наследници ове породице која више нема мушких потомака.